# Anjana

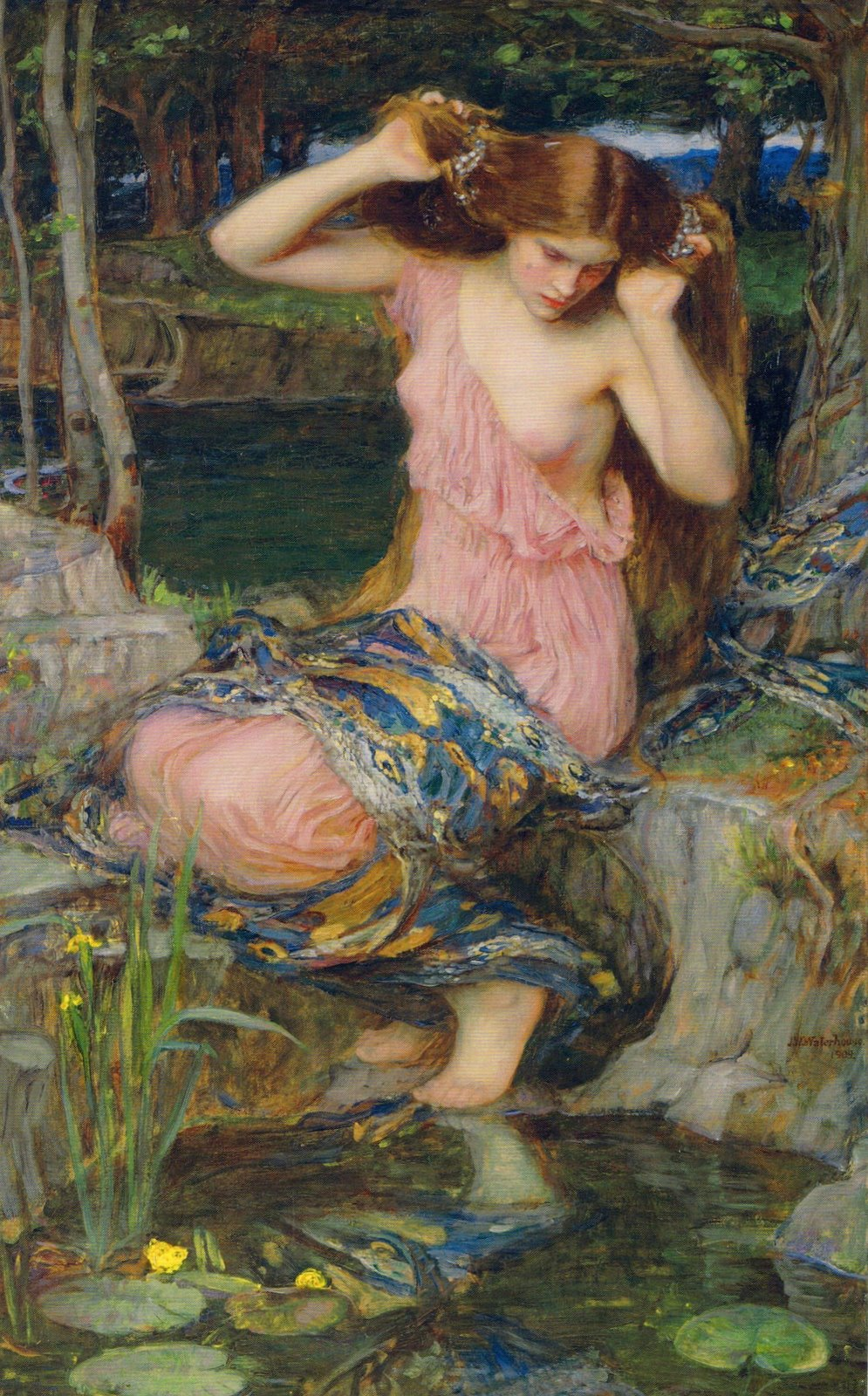
Lamia de John William Waterhouse, 1909.

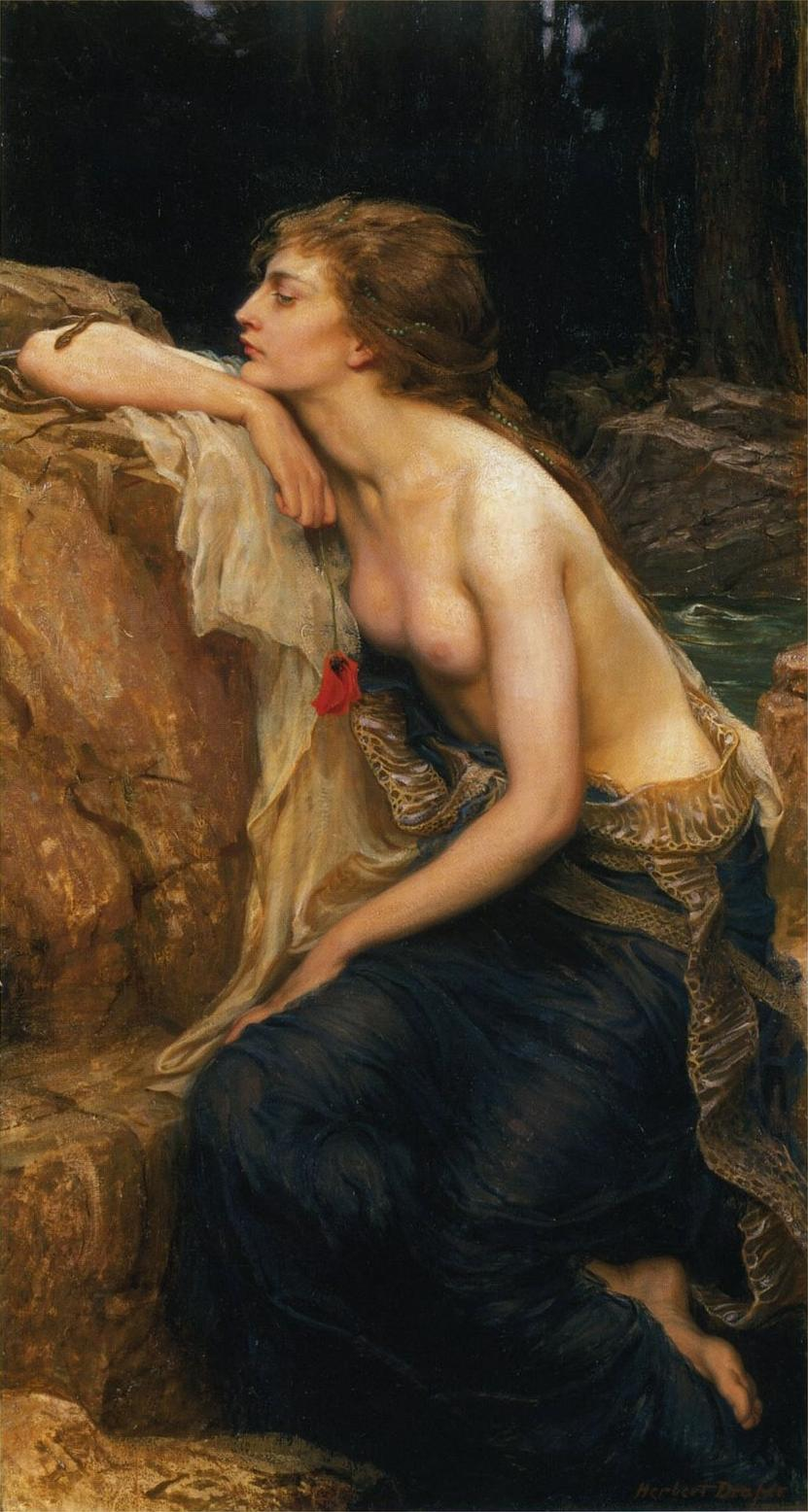
Lamia de Herbert James Draper, 1909.

La anjana (de jana, antiguo nombre con que se designaba a las hechiceras durante la Edad Media) es un personaje fantástico, referido por el costumbrista Manuel Llano en el primer tercio del s. XX como parte de la mitología cántabra. Este autor recoge en su obra cuentos que dice haber oído a pastores y gente del campo (transcritos en asturleonés) relativos a la anjana en los valles de Santillana, Valdáliga, Rionansa, Lamasón, Polaciones, Cabuérniga, Aras, y Meruelo.
En los relatos de Llano se representa a esta con largas trenzas adornadas con lazos y cintas de seda, ceñida la cabeza con hermosas coronas de flores silvestres. Visten una fina y larga túnica blanca que cubren con una capa azul, y en sus manos llevan una vara de fresno, espino, o una pica dorada, con la que golpean la tierra, el agua, u otros objetos para hacer sus encantamientos. Tienen una piel blanquísima y una mirada amorosa y serena, pero pueden convertirse en personas, árboles, animales u objetos inanimados.  Generalmente son seres bondadosos que amparan y ayudan a la gente necesitada o afligida, y poseen grandes palacios subterráneos, ocultos en torcas y cuevas -frecuentemente en fuentes y ríos-, en donde guardan magníficos tesoros que a menudo usan para tentar y castigar a los codiciosos y soberbios, o para favorecer a los más humildes o desfavorecidos de buen corazón. Llano pone en boca de un vecino de Viaña que algunas anjanas llevan ropa y calzado a los menesterosos cada cuatro años en el día de Reyes. Pero también hay anjanas malvadas, si bien su poder suele ser neutralizado por las bondadosas. Estos seres feéricos son los antagonistas de los crueles y despiadados ojáncanu y ojáncana.[cita requerida]
A las anjanas se las ve paseando por las sendas de los bosques, descansando en las orillas de los veneros y en los márgenes de los arroyos que parece que cobran vida. Conversan con las aguas que manan de las fuentes y manantiales que es donde viven. Ayudan a los animales heridos, a los árboles partidos por las tormentas o los ojáncanos, a los enamorados, a aquellos que se extravían en la frondosidad del bosque o en el rigor de la nevada, a los pobres y a los que sufren. Cuando pasean por los pueblos dejan regalos en las puertas de los que se lo han merecido y si se las invoca pidiendo ayuda, ellas la prestarán, si quien la pide es buena persona, pero también castigan a quien obra mal.
La anjana está íntimamente relacionada con seres mitológicos como las xanas (mitología asturiana y leonesa), las lamias, las mouras (mitología gallega), Mari y Mairu (mitología vasca) y las encantadas, de hecho una y otras, en esencia, son versiones diferentes de la misma narración pero adaptadas a entornos culturales particulares.

## Obras literarias
- COTERA, Gustavo. Mitología de Cantabria. Ed. Tantin, Santander, 1998.

- GARCÍA-LOMAS, Adriano. Mitología y supersticiones de Cantabria. Ed. ESTVDIO. Colección biblioteca Cantabria. Vol. 8. 1.ª ed., Santander, abril de 2000.

- GÓNZALEZ, Enrique. Mitos de Cantabria. Ed. Estvdio. Santander, 1999.

- LLANO, Manuel. Obras completas. Fundación Marcelino Botín-Sanz de Sautuola 1967. ISBN 848767805X, 9788487678059

- CABRIA GUTIÉRREZ, Juan Carlos. Dioses, mitos, héroes y leyendas de Cantabria. Ed. Cantabria Tradicional. Torrelavega. Noviembre de 2004